# Тутаева, Валентина Ивановна
Валентина Ивановна Тутаева  (в замужестве Карпус) — советская пловчиха. Чемпионка (1971) и рекордсменка (1970, 1971) СССР. Мастер спорта СССР международного класса. 

## Биография
Родилась в Москве. Занималась плаванием с 1960 года. Выступала под флагом общества «Буревестник» (Москва).  Тренировалась у заслуженного тренера РСФСР Маргариты Васильевны Фарафоновой.
Специализировалась в плавании баттерфляем. 
Чемпионка СССР (1971) на дистанции 200 м баттерфляем. Была серебряным призёром чемпионата СССР на 100 м (1970, 1971) и 200 м баттерфляем (1970) и бронзовым призёром на 100 м (1969)  и 200 м (1969, 1972).
Установила рекорд СССР на дистанции 100 м баттерфляем (1971), три рекорда СССР (1970—1971) в плавании 200 м баттерфляем), а также рекорд в комбинированной эстафете (1970).
Серебряная медалистка  чемпионата Европы 1970 года в Барселоне в комбинированной эстафете.
В индивидуальных дисциплинах на том чемпионате финишировала 6-й и 4-й (на дистанциях 100 и 200 м баттерфляем соответственно). 
Завершила спортивную карьеру в 1972 году. Выступала в соревнованиях ветеранов. В замужестве взяла фамилию Карпус.
Выпускница Государственного центрального ордена Ленина института физической культуры (ГЦОЛИФК). С 1974 года на тренерской работе.